# 의무충돌
의무충돌이란 두 개 이상의 의무가 충돌하여 그중 일부의 이행만이 가능한 상황에서, 일부 의무의 이행으로 말미암아 이행하지 못하게 된 나머지 부분이 형법상 구성요건에 해당하는 경우를 말한다. 예를 들어 두 아이가 모두 물에 빠져서 구조를 요청하는데 아버지는 한 아이만을 건질 수 있는 상황이다. 만약 한 아이를 건지기 위해 다른 아이를 포기해야 한다면 의무충돌이 된다.
이렇게 의무가 충돌하면 구성요건에 해당하는 의무불이행 부분을 형법상 어떻게 처리해야 할지 문제된다. 즉, 의무불이행이 의무자에 의해 자발적으로 선택된 것이 아니라 상황에 의해 주어진 것이므로 가벌로 취급하기 어려운 측면이 인정되고, 불가벌로 처리한다면 위법성을 조각시켜야 할지 책임을 조각시켜야 할지 논란이 된다.

## 법적 성격

### 긴급피난설
긴급피난의 특수한 유형으로 보는 견해이다.

### 정당행위설
정당행위 중에서 사회상규를 위반하지 않는 행위로 보는 견해이다.

### 법으로부터 자유로운 영역설
법으로부터 자유로운 영역으로서 개인의 양심에 맡길 문제라는 견해이다.

## 같이 보기
- 논리적 충돌